# 板倉克子
板倉 克子（いたくら よしこ、1962年 - 2025年1月10日）は、日本の翻訳家、作家。小説の筆名はイタクラ ヨシコ。別筆名に出門 みずよ、瀧浦ベアトリ。

## 略歴
神奈川県生まれ。早稲田大学第一文学部フランス文学専修卒業。
フリーライター・笑芸関連のライターとしても活動、演芸専門誌「東京かわら版」のコラムは2007年から2024年まで続いた。元・喜劇映画研究会メンバー。サイレント映画の日本語版字幕などにも携わった。ウィッチンケアにも執筆していた。
2025年1月10日、胃がんのため死去した。

## 著書
- イタクラ ヨシコ『ダメじゃん、蟹江クン!』 （牧野出版） 2007年  ISBN 978-4895001182

### アンソロジー
- 藤沢周 編『歓喜まんだら』（マガジンハウス）1999年 ISBN 978-4838711246 - 瀧浦ベアトリ「電気女」収録

## 翻訳
- 『グリーンマン - ヨーロッパ史を生きぬいた森のシンボル』（ウィリアム・アンダーソン、河出書房新社） 1998年
- 『ダイアナ・ロス自伝』（ダイアナ・ロス、音楽之友社） 1998年
- 『メタルからモーツァルトへ - ロック魂で聴くクラシック』（クレイグ・ヘラー、音楽之友社） 1998年
- 『レジナルド・ペリンの転落』（デビッド・ノブズ、マガジンハウス） 2000年
- 『夫の死 それから私はどう生きたか - 再出発をめぐる9人のケース』（リチャード・スタントン、勁草書房） 2001年
- 『もし大作曲家と友だちになれたら… - 音楽タイムトラベル』（スティーブン・イッサーリス、音楽之友社） 2003年
- 『続・もし大作曲家と友だちになれたら…』（スティーブン・イッサーリス、音楽之友社） 2008年
- 『音楽に本気なきみへ イッサーリスと読むシューマンの助言』（スティーブン・イッサーリス、音楽之友社） 2022年

## コラム等
- 産経新聞「断」筆者（2008年～2009年）
- 藤沢周 編「歓喜まんだら」